# Schirmer
Schirmer ist der Familienname folgender Personen:

## Namensträger

### A
- Adolf Schirmer (Schriftsteller) (1821–1886), deutscher Schriftsteller
- Adolf Schirmer (Architekt) (1850–1930), norwegischer Architekt
- Adolf Schirmer (Pädagoge) (1853–??), deutscher Lehrer und Altphilologe
- Adolf Schirmer (Turner) (1881–1952), deutscher Turner
- Alfred Schirmer (Autor) (1887–1961), deutscher Schriftsteller
- Alfred Schirmer (Admiral) (1892–1975), deutscher Vizeadmiral

- Aloisia Schirmer (1878–1951), österreichische Politikerin
- Astrid Schirmer (1942–2024), deutsche Opernsängerin
- August Schirmer (General) (1789–1870), kurhessischer Generalleutnant
- August Schirmer (Politiker, 1881) (1881–1941), Schweizer Politiker, Nationalrat
- August Schirmer (Politiker, 1905) (1905–1948), deutscher Politiker (NSDAP), Reichsamtsleiter und MdR
- August Gottlob Ferdinand Schirmer (1791–1863), deutscher Theologe und Hochschullehrer

### B
- Barbara Schirmer (* 1951), Schweizer Musikerin und Komponistin
- Bernd Schirmer (* 1940), deutscher Autor und Dramaturg
- Betsy Schirmer (1890–1968), norwegische Bildhauerin

### C
- Carl Schirmer (Entomologe) (1855–vor 1919), deutscher Insektenkundler und Sammler
- Carl Schirmer (1864–1942), deutscher Politiker (Zentrum, BVP)
- Christine Schirmer (1938–2019), österreichische Politikerin (SPÖ), Landtagspräsidentin und Wiener Stadträtin
- Christoph Schirmer (* 1979), österreichischer Maler
- Cornelia Schirmer (* 1968), deutsche Schauspielerin

### D
- David Schirmer (1623–1686), deutscher Lyriker
- Dominik Schirmer (* 1976), deutscher Musiker

### E
- Erika Schirmer (* 1926), deutsche Schriftstellerin und ehemalige Kindergärtnerin und Sonderpädagogin

### F
- Friedel Schirmer (1926–2014), deutscher Leichtathlet und Politiker (SPD), MdB
- Friederike Schirmer (1785–1833), deutsche Schauspielerin
- Friedrich Schirmer (Politiker, 1859) (1859–1945), deutscher Politiker, Oberbürgermeister von Wittenberg
- Friedrich Schirmer (Politiker, 1885) (1885–1968), deutscher Politiker (SPD), MdL Schaumburg-Lippe
- Friedrich Schirmer (Politiker, 1893) (1893–1964), deutscher Politiker (SPD), MdL Niedersachsen
- Friedrich Schirmer (Zinnfigurensammler) (1899–1973), deutscher Mittelschullehrer, Militärhistoriker, Zinnfiguren-Sammler, Ausstellungskurator, Autor, Herausgeber und Sachbuchautor
- Friedrich Schirmer (Intendant) (* 1951), deutscher Theaterintendant und Dramaturg
- Fritz Schirmer (1904–1991), deutscher Lehrer und Bibliophiler (Joachim-Ringelnatz-Sammlung)

### G
- Georg Schirmer (1816–1880), deutscher Maler
- Gerhart Schirmer (1913–2004), deutscher Offizier und Eichenlaubträger
- Gregor Schirmer (1932–2023), deutscher Völkerrechtler und Politiker
- Gustav Schirmer (1829–1893), deutsch-amerikanischer Musikverleger

### H
- Hans Schirmer (1911–2002), deutscher Botschafter
- Heinrich Ernst Schirmer (1814–1887), deutscher Architekt
- Heinrich Johann Schirmer (1800–1886), preußischer Generalmajor
- Helmut Schirmer (* 1940), deutscher Jurist, Hochschullehrer an der Freien Universität Berlin
- Herman Major Schirmer (1845–1913), deutsch-norwegischer Architekt
- Hermann Schirmer (Politiker) (1897–1981), deutscher Politiker der KPD
- Hermann Schirmer (Generalleutnant) (1868–1937), deutscher Artillerist, Ballistiker, Fachbuchautor und Waffentechniker
- Herbert Schirmer (* 1945), deutscher Politiker
- Herwig Schirmer (1938–2021), deutscher Jurist und Politiker
- Hildur Schirmer (1856–1914), norwegische Sängerin (Sopran), Gesangslehrerin und Frauenrechtlerin
- Horst Schirmer (1933–2020), deutscher Jurist und Diplomat

### J
- Jochen Schirmer (* 1951), deutscher Langstreckenläufer
- Jörg W. Schirmer (* 1965), deutscher Bildhauer
- Johann Heinrich Schirmer (1800–1886), preußischer Generalmajor
- Johann Jakob Schirmer (bl. 1818–1826), Schweizer Richter, Tagsatzungsgesandter
- Johann Martin Schirmer (1777–1842), Schweizer Kaufmann, Unternehmer und Landwirt
- Johann Theodor Schirmer (1827–1904), deutscher Hochschullehrer und Jurist
- Johann Wilhelm Schirmer (1807–1863), deutscher Landschaftsmaler, Radierer und Lithograph
- Johannes Schirmer (1877–1950), deutscher Politiker (SPD)

### K
- Karl Schirmer (Philologe) (1850–1913), deutscher Altphilologe und Lehrer
- Karl-Heinz Schirmer (* 1926), deutscher Philologe und Professor für Mittelalterliche deutsche Literatur und Sprache
- Kathrin Schirmer (1960–2017), deutsche Moderatorin, Redakteurin und Sängerin
- Kristin Schirmer (* 1967), deutsche Zellbiologin und Umwelttoxikologin
- Kurt Schirmer (1877–1930), deutscher Dolmetscher und Konsularbeamter in China
- Kurt-Peter Schirmer (* 1945), deutscher Volkswirt, Unternehmer und Buchautor

### L
- Lothar Schirmer (* 1945), deutscher Verleger und Kunstsammler
- Ludwig Schirmer (1929–2001), deutscher Fotograf

### M
- Maike Schirmer (* 1990), deutsche Handballspielerin
- Marcel Schirmer (* 1966), deutscher Sänger, Bassist und Musikproduzent
- Marian Schirmer (1650–1705), österreichischer Zisterzienser, Abt von Heiligenkreuz
- Markus Schirmer (* 1963), österreichischer Pianist
- Martin Schirmer (1887–1963), deutscher Kulturtechniker
- Max Schirmer (1896–1984), deutscher Ingenieur und Aerodynamiker
- Maximilian Schirmer (* 1990), deutscher Politiker (Die Linke)
- Michael Schirmer (Kirchenlieddichter) (1606–1673), deutscher Pädagoge und Kirchenlieddichter
- Michael Schirmer (Biologe) (* 1944), deutscher Biologe

### O
- Øistein Schirmer (1879–1947), norwegischer Turner
- Otto Schirmer (Baumeister) (1828–1904), deutsch-österreichischer Architekt und Baumeister
- Otto Schirmer (Mediziner) (1864–1917), deutscher Augenarzt und Hochschullehrer

### P
- Peter Schirmer (* 1941), deutscher Maler
- Philipp Schirmer (1810–1871), deutscher Maler und Fotograf

### R
- R. Heiner Schirmer (1942–2016), deutscher Mediziner und Biochemiker
- Ragna Schirmer (* 1972), deutsche Pianistin
- Ralph Schirmer (* 1986), deutscher Basketballspieler
- Robert Schirmer (1850–1923), deutscher Bildhauer
- Rouven Schirmer (* 1976), deutscher Cellist
- Rudolf Schirmer (Mediziner) (1831–1896), deutscher Augenarzt, Hochschullehrer und Kliniksleiter
- Rudolf Schirmer (Verleger) (1901–1969), deutscher Journalist und Verleger
- Ruth Schirmer (geborene Ruth Imhoff; 1919–1996), deutsche Schriftstellerin und Übersetzerin

### S
- Saskia Schirmer (* 2003), deutsche Rennrodlerin
- Siegmund Schirmer (1886–1974), Veterinär, Hochschullehrer Universität Göttingen und Mitglied im NS-Dozentenbund

### T
- Tim Schirmer (* 2003), deutscher Fußballspieler
- Tobias Schirmer (* 1982), deutscher Schlagzeuger

### U
- Ulf Schirmer (* 1959), deutscher Dirigent
- Ursula Benker-Schirmer (1927–2020), deutsche Gobelingestalterin und Manufakturbetreiberin
- Uwe Schirmer (* 1962), deutscher Archivar und Historiker

### W
- Walter Schirmer (Kulturbund), Gründungsmitglied des Kulturbundes der DDR und Autor
- Walter Schirmer (Prälat) (1928–2018), deutscher Prälat und Caritasdirektor
- Walter F. Schirmer (1888–1984), deutscher Anglist
- Wilhelm Schirmer (1802–1866), deutscher Architektur- und Landschaftsmaler
- Wilhelm Kajetan Schirmer (Pseudonym Reinmar vom Rheine; 1847–1923), österreichisch-deutscher Theologe und Schriftsteller
- Wilhelmine Schirmer-Pröscher (1889–1992), deutsche Politikerin (LDPD)
- Wolfgang Schirmer (1920–2005), deutscher Chemiker
- Wulf Schirmer (1934–2025), deutscher Bauforscher